# 泡泡浴

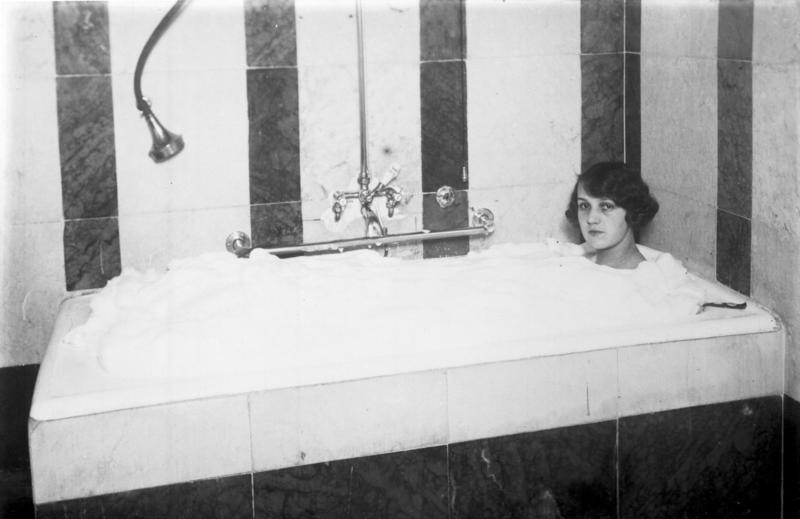
在泡澡的女人（1930年2月，位于柏林）

泡泡浴，是一種沐浴方式，把身體浸在肥皂泡的温水中，能有效舒解身体疲劳。

## 其他
- 泡泡浴 (性服務)，是日本流行的一種性服務